# Ratpenat bru de Tomes
El ratpenat bru de Tomes (Hesperoptenus tomesi) és una espècie de ratpenat de la família dels vespertiliònids. Habita en boscos i actualment aquesta espècie està en perill per culpa de la tal·la d'arbres, l'agricultura i els incendis forestals.

## Localització
Viu a l'illa de Borneo i a la península de Malaca. També se n'han observat espècimens a Tailàndia, a la regió de Phetchaburi.